# スーパージェッター
『スーパージェッター』は、1965年1月7日から1966年1月20日までTBS系列局で放送されていたSFアニメである。全52話。放送時間は毎週木曜 18:00 - 18:30 （日本標準時）。
現在、正式な作品名は『未来からきた少年 スーパージェッター』とされており、その典拠は現存するオープニングフィルムのタイトル表示である。しかし、このオープニングには話数がかなり進んだ本編のカットも含まれていることから差し替えである可能性があり、当時の出版物や玩具などの版権商品に「未来からきた少年」を冠したものは確認されていない。
また、準備稿での番組タイトルは『スーパー・サンダー・シリーズ』であった。

## 作品解説
本作はTBS（東京放送）が企画したオリジナル作品である。TCJ（現・エイケン）が動画制作を担当。
TBSが自らアニメ作品を企画した経緯は、『エイトマン』の海外放映権にまつわるトラブルに由来する。TBSが『エイトマン』の海外放映権をアメリカのABC Filmsに販売した際、契約書が英語だったためにTBS側は契約時に内容を確認できなかった。そのため、放映権以外にも商品化権・音楽著作権・出版権などの海外における『エイトマン』の諸権利を一括して売る契約であることが、契約書の翻訳後に判明した。
さらに、『エイトマン』は原作が存在する作品だったため、原作者や出版社に無許可で権利を売却してしまったことも問題になった。そのため、原作者の平井和正、桑田次郎、そして出版社の講談社に事後承諾を求めることになった。
上記のトラブルの反省から、本作では権利をTBSに集中させるべくオリジナル作品になることになった。久松文雄の漫画はいわゆる「原作」ではなく、雑誌展開のための漫画化作品である。第1話はパイロットフィルムとして制作された。草創期のアニメ界ではSFものを書けるシナリオライターがおらず、前番組の『エイトマン』に続く形で、まだ売れっ子になる前のSF作家が脚本を執筆、SF性の濃いアイデアとストーリーを生み出した。また、推理作家の加納一朗、山村正夫が参加したことで、日本推理作家協会のテレビラジオ委員会を通じたTBSとの交渉で脚本家にも原作権が認められ、商品化権料の半額を久松と分け合う形で配分された。豊田有恒の場合、当時の大学卒の初任給100か月分にあたる約200万円を得たという。また筒井康隆はこの版権料によって、結婚し上京した。
提供は丸美屋食品工業。ただし、（カラー版を含む）再放送時には複数社提供で放送されていた。

## モノクロ版とカラー版
本作は元々モノクロで制作されていたが、後に海外輸出向けに第1・9・14・15・16・17・22・24・25・26・28・30・31・32・34・35・36・38・39・41・42・45・47・49・51・52話の合計26本がカラーでリメイクされた。モノクロ版の原動画を元に制作された回と、新たに作画をやり直した回があり、一部キャラクターはモノクロ版とデザインが異なっている。日本国内でも、モノクロ版の放送終了後にカラー版が放送された。
1993年に発売されたLD-BOXでは、モノクロ版のフィルムが全話揃っていなかったこともあり、カラー版が存在する回についてはカラー版を収録し、残りはモノクロ版を収録という形が執られた。カラー版は1980年代初頭まで全26話揃った状態で再放送されていたが、LD化時点でエイケンに現存していたフィルムは計22話分のプリントのみで、第17話「ゴールドマシン」、第25話「ジェッターを狙え」、第31話「黄金の遺跡」、第35話「超特急アロー号」のカラー版は紛失していた。また、カラー版のオープニングフィルムも紛失していたため、VHS版では本編映像を流用して新規制作されており、LD-BOXではオープニングのみがモノクロ版となっている。
その後、DVD化に際してエイケンの倉庫を捜索したところ何も書かれていない箱があり、その中からモノクロ版のマスターポジが発見された。2002年に発売されたDVD-BOXにはモノクロ版全52話が収録されているほか、映像特典として第1話のカラー版も収録されている。これにより、モノクロ版とカラー版を見比べることができるようになった。絵コンテ完全復刻盤（第15話）が特典として付属。2004年に単品のDVD全8巻が発売された。
2011年10月9日から2012年4月22日までTBSチャンネルで放送された際には、カラー版（第1話）とHDリマスター版（第5話 - 第52話）が混在していた。2014年3月6日から同年3月30日までTBSチャンネル2で放送された際には全話HDリマスター版になったが、モノクロ版とカラー版が重複している回はカラー版、重複していない回はモノクロ版で放送されていた。LD化時点で紛失していたカラー版フィルムのうち、第25話・第31話・第35話の3話分は後に発見され、HDリマスター版のラインナップに加えられている。

## ストーリー
30世紀のタイムパトロール723号であるジェッターは、悪人ジャガーを追跡中にタイムマシン同士の衝突事故で20世紀に落下してしまう。
タイムマシン・流星号の時間航行機能の故障で20世紀に取り残されたジェッターは、国際科学捜査局の西郷長官の要請を受けて犯罪捜査に協力することを決心する。

## ジェッターの装備・能力
- 未来人として、現代人の数倍すぐれた知能と体力を持つ。
- 周囲の時間を30秒間だけ止めることができる、流星号の呼び出し機能・トランシーバー機能を持つ腕時計型のタイムストッパー。
- 重力を中和することで空中を飛ぶことができる反重力ベルト。
- 相手を一時的にしびれさせる銃・パラライザー銃。市川治のインタビューによると当初の設定は人を殺すことができる銃であったが、「正義のヒーローが人を殺すってのはなんとかならないですか」という市川の提言によって設定が変更された。のちにアメリカで放送された際にこの設定が非常に好評を博し、『鉄腕アトム』に次ぐ人気番組になったという[4]。
- 赤外線透視ゴーグル。
- 防弾スーツ。

## 流星号
ジェッターが愛用するエアカー型のハイチタン合金製タイムマシン。車輪は付いており、通常の車のように走行できるが、飛行機能があるため、地上を走行している場面は少ない。形状はいわゆる流線型。狭い場所などに車体が引っかかると、ボディを軟体動物のようにくねらせて穴から抜け出すシーンもある。
最高速度マッハ15（タイムマシン同士の衝突が無ければマッハ30）で飛行し、水中活動も可能。また、電子頭脳を搭載しているので自律して活動でき、ジェッターの呼びかけに応じて飛来する。電子頭脳をロボットに移し、ロボットの姿で活躍したエピソードもある。音声応答機能はなくて、パンチ穴を入れた紙テープを出してそれをジェッターが読み取って意志を疎通するようになっていた。
「攻撃」を目的とした装備は特にない（ただし第十話などで後部のエンジンの熱を直接当てて攻撃したり、敵につかまったときに車体にエネルギーを流して脱出したり、第十八話ではウルトラ団の基地のミサイルを後部から放射するエネルギー熱線で迎撃してみせた。また第二十九話などでジェッターを閉じ込めたプラスチックを溶かすために使った車体前方からの熱線砲などを搭載している）が、高速で飛行しての体当たり攻撃で、大きな壁や岩などを粉砕できる。前方のライトの部分から「マジック・ハンド」が使用できる。
ジェッターが腕時計型の通信機（タイム・ストッパー）に「流星号、応答せよ、流星号」と呼びかける真似が子供の間で大流行した。
流星号のデザインの元ネタは、1961年と1962年にイギリスで放送された（日本でも同年に放送）、ジェリー・アンダーソンが製作した特撮人形劇『スーパーカー』に登場する主役メカ「スーパーカー」だと、推測されている。

## メインキャスト
- ジェッター - 市川治
- 水島かおる - 松島みのり
- 西郷又兵衛長官 - 熊倉一雄
- ジャガー - 田口計、樋口功
- スパイダー博士 - 中村正
- 悪漢首領 - 西桂太
- 悪漢部下 - 中曽根雅夫

## スタッフ
- 原作 - 久松文雄
- プロデューサー - 三輪俊道（TBS）
- 構成・監修 - 河島治之
- 総合制作 - 鷺巣政安
- 音楽 - 山下毅雄
- 色彩設定 - 木村和夫
- 美術 - 泉谷実
- 撮影 - 柳田久次郎、飯塚進、森山一 ほか
- 動画制作 - TCJ
- 企画制作 - TBS
- (C) 株式会社東京放送〈TBS〉1965

エイケンの公式サイトでは以下のスタッフが公表されている。モノクロ版・カラー版共通。
- 原画（漫画）・キャラクターデザイン - 久松文雄（小学館『週刊少年サンデー』連載）
- 構成・監督（チーフディレクター） - 河島治之
- 脚本 - 筒井康隆、山村正夫、眉村卓、辻真先（桂真佐喜）、半村良、豊田有恒
- 動画（チーフアニメーター） - 毛内節夫、藤原万秀、難波久衛、熊尾義之、月川秀茂、山岡洋司、江口徹、福田皖
- 美術（アートディレクター） - 泉谷実、小関俊之
- 音楽 - 山下毅雄

## 主題歌・挿入歌
主題歌「スーパージェッター」
作詞 - 加納一朗 / 作曲・編曲 - 山下毅雄 / 歌 - 上高田少年合唱団
主題歌にはジェッター（市川治）の台詞が入っている。間奏の口笛は山下毅雄本人のものである。
オープニングでは、ラストのジェッターが直立したところで画面下部に「提供 丸美屋食品工業」と提供クレジットが表示されていたが、東映ビデオの『エイケンTVアニメ主題歌大全集 1』（VHS・LD・DVD）では、以前に同社が発売&レンタルした『エイケンアニメ・グラフィティ』用に使用された声優クレジット差し替え版になっていた。
カラー版のオープニングフィルムは、モノクロ版をマイナーチェンジした映像だったが、先述の通りフィルムが紛失したため、新たにカラー版本編の映像を再編集して製作した。
エンディングではインストルメンタルを使用。後述の劇場版でも使用された。
2014年の再放送ではオープニング・エンディングともに、カラー版の有無にかかわらず一貫してモノクロ版を放送。またエンディングでは、流星号の飛行&体当たり場面に声優・主題歌・製作会社の手書き風テロップが添えられている。
挿入歌「流星号のマーチ」
作詞 - 加納一朗 / 作曲・編曲 - 山下毅雄 / 歌 - ヴォーカル・ショップ

## 各話リスト
| 話数   | サブタイトル           | 脚本     | 演出       | 放送日        |
| ------ | ---------------------- | -------- | ---------- | ------------- |
| 第1話  | 未来から来た少年       | 大西清   | 大西清     | 1965年 1月7日 |
| 第2話  | ダイヤボール事件       | 加納一朗 | 大西清     | 1月14日       |
| 第3話  | エスパー合戦           | 筒井康隆 | 大西清     | 1月21日       |
| 第4話  | 逃がし屋バリコン       | 山村正夫 | 高垣幸蔵   | 1月28日       |
| 第5話  | 夢の街シャングリラ     | 眉村卓   | 佐々木治次 | 2月4日        |
| 第6話  | ミクロの侵略           | 桂真佐喜 | 河内功     | 2月11日       |
| 第7話  | 秘境マンダーラ         | 半村良   | 高垣幸蔵   | 2月18日       |
| 第8話  | 白い追跡               | 桂真佐喜 | 佐々木治次 | 2月25日       |
| 第9話  | マイティマミイ族の逆襲 | 山村正夫 | 河内功     | 3月4日        |
| 第10話 | 物体X                  | 眉村卓   | 高垣幸蔵   | 3月11日       |
| 第11話 | 学者売ります           | 豊田有恒 | 佐々木治次 | 3月18日       |
| 第12話 | 四次元マシン           | 加納一朗 | 河内功     | 3月25日       |
| 第13話 | 未来予言機             | 筒井康隆 | 高垣幸蔵   | 4月1日        |
| 第14話 | 海底牧場               | 山村正夫 | 佐々木治次 | 4月8日        |
| 第15話 | 影を呼ぶ男             | 加納一朗 | 河内功     | 4月15日       |
| 第16話 | 悪魔のようなコマ       | 辻真先   | 高垣幸蔵   | 4月22日       |
| 第17話 | ゴールドマシン         | 豊田有恒 | 佐々木治次 | 4月29日       |
| 第18話 | 恐怖の子守歌           | 加納一朗 | 高垣幸蔵   | 5月6日        |
| 第19話 | 走れサンダー号         | 桂真佐喜 | 河内功     | 5月13日       |
| 第20話 | 替え玉ジェッター       | 豊田有恒 | 佐々木治次 | 5月20日       |
| 第21話 | 裏切りロボット         | 筒井康隆 | 佐々木治次 | 5月27日       |
| 第22話 | 金星作戦               | 加納一朗 | 河内功     | 6月3日        |
| 第23話 | 強敵流星号             | 山村正夫 | 高垣幸蔵   | 6月10日       |
| 第24話 | 過去への挑戦           | 豊田有恒 | 佐々木治次 | 6月17日       |
| 第25話 | ジェッターを狙え       | 加納一朗 | 河内功     | 6月24日       |
| 第26話 | まぼろしの潜水艦       | 桂真佐喜 | 高垣幸蔵   | 7月8日        |
| 第27話 | 魔犬ロボッグ           | 眉村卓   | 佐々木治次 | 7月15日       |
| 第28話 | 犯罪王スパイダー       | 加納一朗 | 河内功     | 7月22日       |
| 第29話 | 加重力マシン           | 山村正夫 | 高垣幸蔵   | 7月29日       |
| 第30話 | 要塞衛星計画           | 豊田有恒 | 佐々木治次 | 8月12日       |
| 第31話 | 黄金の遺跡             | 加納一朗 | 河内功     | 8月19日       |
| 第32話 | 二人の亡命者           | 桂真佐喜 | 高垣幸蔵   | 8月26日       |
| 第33話 | 燃える南極             | 加納一朗 | 佐々木治次 | 9月9日        |
| 第34話 | マイクロ光線           | 筒井康隆 | 河内功     | 9月16日       |
| 第35話 | 超特急アロー号         | 山村正夫 | 高垣幸蔵   | 9月23日       |
| 第36話 | タイムスコープ         | 豊田有恒 | 佐々木治次 | 9月30日       |
| 第37話 | ウルトラコピー         | 眉村卓   | 河内功     | 10月7日       |
| 第38話 | 巨人タロス             | 桂真佐喜 | 高垣幸蔵   | 10月14日      |
| 第39話 | 怪傑ジェッター         | 加納一朗 | 佐々木治次 | 10月21日      |
| 第40話 | 水星人モグ             | 加納一朗 | 河内功     | 10月28日      |
| 第41話 | 友情                   | 豊田有恒 | 高垣幸蔵   | 11月4日       |
| 第42話 | 秘密指令               | 山村正夫 | 佐々木治次 | 11月11日      |
| 第43話 | サハラの死闘           | 眉村卓   | 河内功     | 11月18日      |
| 第44話 | 暗殺者                 | 桂真佐喜 | 高垣幸蔵   | 11月25日      |
| 第45話 | 失われた記憶           | 豊田有恒 | 佐々木治次 | 12月2日       |
| 第46話 | 冷凍少年               | 筒井康隆 | 河内功     | 12月9日       |
| 第47話 | 光る無人島             | 加納一朗 | 高垣幸蔵   | 12月16日      |
| 第48話 | 戦慄の7時間            | 加納一朗 | 佐々木治次 | 12月23日      |
| 第49話 | 流星対惑星             | 眉村卓   | 河内功     | 12月30日      |
| 第50話 | 超人ロイス             | 山村正夫 | 高垣幸蔵   | 1966年 1月6日 |
| 第51話 | タイムパトロール       | 加納一朗 | 佐々木治次 | 1月13日       |
| 第52話 | 夜歩くバラ             | 加納一朗 | 河内功     | 1月20日       |

※1965年7月1日は第4話の、8月5日は第9話の、9月2日は第15話のそれぞれ再放送

## 放送局
以下、特記の無いものは全て放送時間は木曜 18:00 - 18:30、制作局・TBSと同時ネット。
- 東京放送（TBS、制作局）
- 北海道放送[5]
- 秋田放送：日曜 10:00 - 10:30[6]
- 山形放送：金曜 18:15 - 18:45[7]
- 岩手放送[5]
- 東北放送[8]
- 福島テレビ：月曜 18:15 - 18:45[9]
- 新潟放送[10]
- 北日本放送：木曜 17:35 - 18:05[11]
- 北陸放送[12]
- 信越放送[13]
- 静岡放送[14]

- 中部日本放送[15]
- 朝日放送[16]
- 山陰放送[17]
- 山陽放送[18]
- 中国放送[18]
- 高知放送：月曜 18:15 - 18:45[19]
- RKB毎日放送[20]
- 長崎放送[20]
- 熊本放送[20]
- 大分放送[19]
- 宮崎放送[21]
- 南日本放送[21]
- 琉球放送[22]

## 劇場版
1965年7月24日、東映の『まんが大行進』にて第1話「未来から来た少年」のブローアップ版が上映された。同時上映は、『狼少年ケン』・『少年忍者風のフジ丸』・『宇宙パトロールホッパ』・『宇宙少年ソラン』のアニメ4本と、「吉展ちゃん誘拐事件」関連ドキュメント映画『噫（ああ）!吉展ちゃん』の計5本。なお、本作と『ソラン』はエイケン作品だが、エイケン作品が東映系で上映されるのはこれが最後となった。

### スタッフ
- 監修・脚本 - 加納一朗
- 原画 - 久松文雄
- 音楽 - 山下毅雄
- 演奏 - オフィス57
- 動画演出 - 佐々木治次
- 動画 - 藤原万秀、福田皖、椿清明、山岡洋司、日山良雄、箕輸紀行、井上晴美
- チェッカー - 西谷克和、鈴木和男
- トレース - 渡部タエ、松原真知子
- 彩画 - 山内マサエ、百武ツグ子
- ピース - 土井通明
- 背景 - 泉谷実、五十嵐忠司
- 撮影 - 柳田久次郎
- 編集 - 山本郁夫、矢吹敏明
- 進行 - 原田増穂
- 効果 - 石井周一、飯田寿雄、斉藤正人、佐久間辰正、鈴野尚志（TBS音響効果団）
- 録音 - 東京テレビ映画
- 制作 - 三輪俊道、河島治之、森本三郎
- 動画制作 - TCJ
- 企画制作 - TBS
- 配給 - 東映

## ビデオソフト化
- 歴代エイケン作品を1話ずつ収録したビデオソフト『エイケンTVアニメ・グラフィティ 4』（1984年6月21日 / VHS / 企画 - エイケン / 販売 - 東映ビデオ）に、モノクロ版第41話「友情」が収録されている。『冒険ガボテン島』、『サスケ』、『UFO戦士ダイアポロン』を同時収録。
- 1980年代に東映ビデオからVHS全2巻が発売された。カラー版を3話ずつ収録。
- 1993年にポリグラム株式会社から全話収録の13枚組LD-BOXが発売された。カラー版メインに収録し、カラー版の存在しない話数はモノクロ版を収録。後に同内容のVHS-BOX版も通販で発売された。
- 2002年に日本コロムビアから全話収録のDVD-BOX上下巻が発売された。モノクロ版全52話とカラー版の第1話を収録。2004年には単巻でも発売された。

## 関連事項
日本郵政公社が2004年1月に発行した特殊切手「科学技術とアニメ・ヒーロー・ヒロインシリーズ」の第2集に、本作のキャラクターおよび図版が使用されている。NTTドコモやホンダ・CR-Zのテレビコマーシャルにも、本作の映像の一部が使用されたことがある。
2005年、サミーからパチンコ『CRスーパージェッター』が発売された。